# Piotr Bernatowicz
Piotr Bernatowicz (ur. 1973) – polski historyk sztuki, krytyk sztuki, kurator, nauczyciel akademicki i menadżer kultury. W latach 2020–2024 dyrektor Centrum Sztuki Współczesnej Zamek Ujazdowski w Warszawie.

## Życiorys
Absolwent historii sztuki na Uniwersytecie im. Adama Mickiewicza w Poznaniu. Przez wiele lat pracował na tej uczelni jako adiunkt, a w 2003 uzyskał stopień doktora nauk humanistycznych, na podstawie pracy Recepcja Pabla Picassa w krajach Europy Środkowo-Wschodniej w latach 1945-1970.
W latach 2004–2005 był kuratorem autorskiego cyklu wystawienniczego „Zmiana warty” w Galerii Starego Browaru w Poznaniu. W latach 2006–2013 był redaktorem naczelnym czasopisma o sztuce „Arteon”. W latach 2014–2017 był dyrektorem Galerii Miejskiej Arsenał w Poznaniu. Współpracował następnie z TVP3 Poznań oraz Radiem Poznań, w którym w latach 2018–2019 pełnił funkcję prezesa zarządu. 
Jest kuratorem wystaw artystów polskich i zagranicznych. Organizował prezentacje m.in. takich artystów, jak Jarosław Kozakiewicz, Rafał Jakubowicz, Kamil Kuskowski, Katarzyna Krakowiak, Jakub Jasiukiewicz, Marek Glinkowski, Ludwika Ogorzelec, John Cake i Darren Neave (The Little Artists). Współprowadził projekt „Figuranci” prezentujący młodych polskich malarzy (m.in. Marcin Maciejowski, Adam Adach, Grzegorz Sztwiertnia, Jacek Dłużewski). 
Brał udział w licznych konferencjach i sympozjach naukowych, m.in. na Oxford Brookes University, Ghent University w Belgii, Ben-Gurion University of the Negev w Izraelu, Shanghai University w Chinach, Musée National Picasso w Paryżu. Opublikował wiele tekstów naukowych w prasie polskiej i zagranicznej, a także liczne teksty w katalogach wystaw.
1 stycznia 2020 został powołany na stanowisko dyrektora Centrum Sztuki Współczesnej Zamek Ujazdowski w Warszawie przez Ministra Kultury i Dziedzictwa Narodowego Piotra Glińskiego. 24 czerwca 2024 został odwołany z tego stanowiska.
Wszedł w skład komitetu wspierającego kandydaturę Karola Nawrockiego na prezydenta RP w wyborach w 2025.

## Nagrody i wyróżnienia
W październiku 2017 otrzymał Nagrodę im. Jacka Maziarskiego. W 2018 został wyróżniony Doroczną Nagrodą Ministra Kultury i Dziedzictwa Narodowego w kategorii Sztuki wizualne.

## Publikacje (wybór)
- Picasso w Polsce „zaraz po wojnie”, „Artium Quaestiones” 2000, t. 11, s. 155-220.
- Towarzysz Picasso. Sztuka i polityka, „Rzeczpospolita” 2002, nr 279.
- Poznań Edwarda Dwurnika, Poznań 2004.
- Kilka refleksji o granicy obyczajowej i metafizycznej, „Zeszyty ASP” 2004, nr 16/17, s. 3-7.
- Dzieła sztuki z klocków lego. Rozmowa z Piotrem Bernatowiczem, kuratorem wystawy The Little Artists, rozm. Sylwia Wilczak, „Gazeta Wyborcza” (Poznań) 2006, nr 40, s. 6.
- Picasso za żelazną kurtyną. Recepcja artysty i jego sztuki w krajach Europy Środkowo-Wschodniej w latach 1945-1970, Kraków 2006[10].
- W Trakcie. Poszukiwanie artystycznego i historycznego potencjału w nowoczesnych produktach turystyki kulturowej na podstawie Traktu Królewsko-Cesarskiego w Poznaniu, red. P. Bernatowicz, Poznań 2011.
- Pomnik nasz codzienny. Piotr Bernatowicz, Filip Lipiński, rozmowę przeprowadził Andrzej Draguła, „Więź” 2015, nr 3, s. 164-174.
- Piotrowicz. Arka. Tematy i symbole biblijne w twórczości Jerzego Piotrowicza, Poznań 2017.